# Friedrich Wilhelm von Jagow
 (février 2023).
Si vous disposez d'ouvrages ou d'articles de référence ou si vous connaissez des sites web de qualité traitant du thème abordé ici, merci de compléter l'article en donnant les références utiles à sa vérifiabilité et en les liant à la section « Notes et références ».
Friedrich Wilhelm Christian Ludwig von Jagow (né le 8 septembre 1771 à Wolfshagen et mort le 2 décembre 1857 à Berlin) est un général d'infanterie prussien et chanoine de Brandebourg.

## Biographie

### Famille
Friedrich Wilhelm Christian Ludwig von Jagow est issu de l'ancienne famille noble brandebourgeoise von Jagow. Ses parents sont Friedrich Adolf Achaz Burchard von Jagow (né le 24 janvier 1735 et mort le 18 mai 1809) et sa femme Elisabeth Gans zu Putlitz (de) (née le 3 mai 1746 et morte le 19 juin 1829). Son frère aîné Ludwig Friedrich Günther Andreas (de) (1770-1825) devient général de division prussien, son frère cadet Christoph Friedrich (né le 8 juin 1780 et mort le 14 octobre 1839) est un capitaine prussien.

### Carrière militaire
Il rejoint l'armée prussienne en 1785 et devient adjudant général du général Alexander Wilhelm von Arnim en septembre 1805. Lors de la guerre de la Quatrième Coalition en 1806, il prend part à la bataille d'Iéna (14 octobre 1806), mais est fait prisonnier de guerre par les Français près de Prenzlau. Promu major après sa libération en juin 1807, Jagow devient commandant d'un bataillon dans le régiment à pied de la Garde et en décembre 1809 commandant du bataillon de chasseurs à pied de la Garde (de) et inspecteur des bataillons de chasseurs à pied de la Prusse-Orientale Jaeger et des fusiliers de Silésie.
Le 10 mars 1813, il devient commandant de la 10e brigade d'Infanterie du 2e corps d'armée et participe avec sa grande unité à la bataille de Lützen le 2 mai 1813. Il y est blessé. Lors de la bataille de Bautzen qui suit, il combat avec distinction et reçoit la croix de fer de 2e classe. Le 4 juin 1813, Jagow est promu lieutenant-colonel et nommé chef de brigade. Pendant la campagne d'automne de 1813, il participe aux batailles de Dresde (26 et 27 août 1813) et Kulm (29 et 30 août 1813). Dès le 5 septembre 1813, il est promu au grade de colonel. Lors de la bataille de Leipzig (du 16 au 19 octobre 1813), il combat à nouveau avec distinction et reçoit la croix de fer de 1re classe. En décembre 1813, Jagow est nommé major général.
Lors de la campagne contre la France en 1814, Jagow participe aux combats de Reims (13 mars 1814), d'Avesnes, de Compiègne et de Nenteil ainsi qu'à la bataille de Paris (30 mars 1814). Il reçoit l'ordre impérial russe de Saint-Georges de 4e classe et, après la bataille de Paris, l'ordre de l'Aigle rouge de 3e classe. En mars 1815, il dirige les troupes prussiennes dans le duché de Berg en tant que chef de brigade par intérim. En mai 1815, Jagow commande la 3e brigade du 1er corps d'armée prussien. Avec cette brigade, il combat dans la campagne d'été de 1815 dans les batailles de Ligny (16 juin 1815) et Waterloo (18 juin 1815) et reçoit l'ordre Pour le Mérite avec feuilles de chêne et l'ordre de l'Aigle rouge de 2e classe.
En 1818, Jagow est promu lieutenant général, commandant de la 8e division d'infanterie et, en 1821, général commandant du 4e corps d'armée. En 1825, il reçoit l'ordre de l'Aigle rouge, de 1re classe. Promu général d'infanterie en 1832, Jagow est nommé la même année chef du 26e régiment d'infanterie. Le 14 septembre 1833, il est fait chevalier de l'ordre de l'Aigle noir, la plus haute distinction de l'État prussien. En 1836, cet officier décoré fête ses 50 ans de service. Le 12 mars 1836, on lui accorde le départ qu'il a demandé, avec une pension annuelle de 6250 thalers. Le 10 avril 1847, il reçoit le collier de l'ordre de l'Aigle noir.
Friedrich Wilhelm von Jagow décède le 2 décembre 1857, à l'âge de 86 ans, à Berlin. Il est citoyen d'honneur d'Erfurt depuis 1825 et de Magdebourg depuis 1835.

### Famille
Il se marie le 31 octobre 1834 avec Elisabeth Charlotte Sophie von Jagow-Auloses (née le 23 janvier 1799 et morte le 22 novembre 1869). Le couple a un fils :
- Matthias Wilhelm Ludwig Friedrich Karl (né le 2 mai 1838 et mort en 1919) marié en 1876 avec la comtesse Albertine Henriette Kordula Luise Auguste von Behr-Negendank (née le 17 août 1856 et morte le 26 novembre 1888)[3], fille de l'homme politique Ulrich von Behr-Negendank